# Carpophilus ligneus
Carpophilus ligneus är en skalbaggsart som beskrevs av Murray 1864. Carpophilus ligneus ingår i släktet Carpophilus, och familjen glansbaggar. Arten förekommer tillfälligt i Sverige, men reproducerar sig inte.